# Crosslauf-Weltmeisterschaften 1995
Die 23. Crosslauf-Weltmeisterschaften der IAAF fanden am 25. März 1995 auf dem Gelände der Durham-Universität in Durham (Vereinigtes Königreich) statt.
Die Männer starteten über eine Strecke von 12,02 km, die Frauen über 6,47 km, die Junioren über 8,47 km und die Juniorinnen über 4,47 km.

## Ergebnisse

### Männer

#### Einzelwertung
| Platz | Athlet             | Land | Zeit (min) |
| ----- | ------------------ | ---- | ---------- |
| 1     | Paul Tergat        | KEN  | 34:05      |
| 2     | Ismael Kirui       | KEN  | 34:13      |
| 3     | Salah Hissou       | MAR  | 34:14      |
| 4     | Haile Gebrselassie | ETH  | 34:26      |
| 5     | Brahim Lahlafi     | MAR  | 34:34      |
| 6     | Paulo Guerra       | POR  | 34:38      |
| 7     | James Songok       | KEN  | 34:41      |
| 8     | Simon Chemoiywo    | KEN  | 34:46      |

Von 227 gestarteten Athleten erreichten 212 das Ziel.
Teilnehmer aus deutschsprachigen Ländern:
- 92: Dieter Baumann (GER), 36:31
- 98: Arnold Mächler (SUI), 36:34
- 114: Markus Graf (SUI), 36:56

#### Teamwertung
| Platz | Land und Athleten                                                                                    | Gesamtpunktzahl und Einzelplatzierung |
| ----- | --- | ------------------------------------- |
| 1     | Kenia Paul Tergat Ismael Kirui James Songok Simon Chemoiywo Julius Ondieki William Kiptum            | 062 01 02 07 08 015 029               |
| 2     | Marokko Salah Hissou Brahim Lahlafi Elarbi Khattabi Abdelaziz Sahere Hammou Boutayeb Mustapha Bamouh | 111 03 05 011 012 039 041             |
| 3     | Spanien Martín Fiz José Manuel García José Carlos Adán Antonio Serrano Alejandro Gómez Antonio Pérez | 120 010 013 018 019 028 032           |

Insgesamt wurden 22 Teams gewertet.

### Frauen

#### Einzelwertung
| Platz | Athletin            | Land | Zeit (min) |
| ----- | ------------------- | ---- | ---------- |
| 1     | Derartu Tulu        | ETH  | 20:21      |
| 2     | Catherina McKiernan | IRL  | 20:29      |
| 3     | Sally Barsosio      | KEN  | 20:39      |
| 4     | Margaret Ngotho     | KEN  | 20:40      |
| 5     | Gete Wami           | ETH  | 20:49      |
| 6     | Joan Nesbit         | USA  | 20:50      |
| 7     | Merima Denboba      | ETH  | 20:53      |
| 8     | Rose Cheruiyot      | KEN  | 20:54      |

Alle 135 gestarteten Athletinnen erreichten das Ziel.
Einzige Teilnehmerin aus einem deutschsprachigen Land war die Schweizerin Daria Nauer (Platz 55, 21:46).

#### Teamwertung
| Platz | Land und Athletinnen                                                | Gesamtpunktzahl und Einzelplatzierung |
| ----- | ------------------------------------------------------------------- | ------------------------------------- |
| 1     | Kenia Sally Barsosio Margaret Ngotho Rose Cheruiyot Catherine Kirui | 26 03 04 08 11                        |
| 2     | Äthiopien Derartu Tulu Gete Wami Merima Denboba Askale Bereda       | 38 01 05 07 25                        |
| 3     | Rumänien Gabriela Szabo Tudorița Chidu Elena Fidatof Iulia Negură   | 84 10 22 23 29                        |

Insgesamt wurden 21 Teams gewertet.

### Junioren

#### Einzelwertung
| Platz | Athlet         | Land | Zeit (min) |
| ----- | -------------- | ---- | ---------- |
| 1     | Assefa Mezgebu | ETH  | 24:12      |
| 2     | Dejene Lidetu  | ETH  | 24:14      |
| 3     | David Chelule  | KEN  | 24:16      |

Von 148 gestarteten Athleten erreichten 146 das Ziel.
Teilnehmer aus deutschsprachigen Ländern:
- 45: André Bucher (SUI), 26:26
- 51: Malte Stern (GER), 26:30
- 104: Frank Hoffmeister (GER), 27:29
- 105: Michael Mächler (SUI), 27:30
- 126: Philipp Nawrocki (GER), 28:29
- 127: Matthias Weippert (GER), 28:38

#### Teamwertung
| Platz | Land und Athleten                                                               | Gesamtpunktzahl und Einzelplatzierung |
| ----- | ------------------------------------------------------------------------------- | ------------------------------------- |
| 1     | Kenia David Chelule Philip Mosima Hezron Otwori Mark Bett                       | 23 03 05 07 08                        |
| 2     | Äthiopien Assefa Mezgebu Dejene Lidetu Abreham Tsige Lemma Bonsa                | 25 01 02 06 16                        |
| 3     | Marokko Mohamed El Hattab Mohamed Amyn Abderrahman Chmaiti Abdelilah El Marrafe | 72 15 17 19 21                        |

Insgesamt wurden 23 Teams gewertet. Die deutsche Mannschaft belegte mit 408 Punkten den 20. Platz.

### Juniorinnen

#### Einzelwertung
| Platz | Athletin         | Land | Zeit (min) |
| ----- | ---------------- | ---- | ---------- |
| 1     | Annemari Sandell | FIN  | 14:04      |
| 2     | Jebiwot Keitany  | KEN  | 14:09      |
| 3     | Nancy Kipron     | KEN  | 14:17      |

Von 109 gestarteten Athletinnen kamen 107 in die Wertung. Eine erreichte nicht das Ziel, eine wurde disqualifiziert.
Teilnehmerinnen aus deutschsprachigen Ländern:
- 6: Anita Weyermann (SUI), 14:25
- 57: Sonja Knöpfli (SUI), 15:43
- 75: Mirja Moser (SUI), 16:08
- 81: Susanne Wehrli (SUI), 16:12
- 94: Nora Reinerth (GER), 16:37
- 97: Nathalie Kuhn (SUI), 16:45

#### Teamwertung
| Platz | Land und Athletinnen                                                   | Gesamtpunktzahl und Einzelplatzierung |
| ----- | ---------------------------------------------------------------------- | ------------------------------------- |
| 1     | Kenia Jebiwot Keitany Nancy Kipron Jepkorir Ayabei Elizabeth Cheptanui | 18 02 03 04 09                        |
| 2     | Äthiopien Birhan Dagne Alemitu Bekele Yimenashu Taye Ayelech Worku     | 31 05 07 08 11                        |
| 3     | Japan Chiemi Takahashi Miwa Sugawara Yoshiko Ichikawa Masako Chiba     | 56 12 13 15 16                        |

Insgesamt wurden 15 Teams gewertet. Die Schweizer Mannschaft belegte mit 368 Punkten den elften Platz.